# Genetická zahrada
Genetická zahrada je česká freewarová akční hra. Autorem hry je Petr Kuba známý pod přezdívkou Jasemburak. Hra byla vytvořena v programu Game Maker pro letní vývojářskou soutěž Velkého Chytráka. Dabing ke hře vytvořilo nezávislé studio Perla Group.

## Příběh
Hlavní postavou je Alex Born, voják chemické jednotky. Je vyslán do objektu Genetická zahrada, aby zde nalezl nezvěstného Alberta Deyla. Jeho výzbrojí je pouze zbraň na genosérum. V budově se setkává s geneticky zmutovanými brouky, kteří naučili žrát geneticky modifikované rostliny. Pokud nějakou rostliny pozřou, stanou se nebezpečnými a lze je zabít pouze genosérem té barvy, kterou zrovna daný brouk má.

## Dabéři
- Alex Born – Martin
- Profesor – Cupido
- Albert – Mephisto

## Hodnocení
- 2. místo v letní vývojářské soutěži velkého chytráka 2009 (skóre 87,25%)[zdroj?]
- 90% na serveru freehry.cz[zdroj?]
- 91% na serveru plnehry.cz[zdroj?]
- 81% na serveru freegame.cz[zdroj?]
- 9/10 na serveru novinky.cz[zdroj?]
- 8/10 na serveru hrej.cz[zdroj?]